# Obtusicauda mongolica
Obtusicauda mongolica är en insektsart. Obtusicauda mongolica ingår i släktet Obtusicauda och familjen långrörsbladlöss. Inga underarter finns listade i Catalogue of Life.